# 549676 Thanjavur
549676 Thanjavur è un asteroide della fascia principale. Scoperto nel 2004, presenta un'orbita caratterizzata da un semiasse maggiore pari a 2,730696 UA e da un'eccentricità di 0,264259, inclinata di 13,256356° rispetto all'eclittica.